# Bombardes & Compagnie
Bombardes & Compagnie est un festival de musiques traditionnelles qui fait suite au Festival de Kleg. Ce festival a pour but de rassembler les cousines de la bombarde disséminées à travers le monde.

## Édition 2005
- Concerts avec Oregon (États-Unis), Osman Orhan (Turquie), Urba (Cambodge), Liu Ying (Chine) et Ali Oumarou (Niger).

## Édition 2006
Samedi 6 mai
- Concerts avec Mohamed Seguini (Algérie) et Ali Ahmad Hussein Khan (Inde)
- Fest-Noz avec Carré Manchot, David Pasquet group, Guichen 6, Hamon-Martin Quintet, Kermbaon, Thomas / Philippe, Riou / Irvoas et Bombardes de Pommerit.

Dimanche 7 mai
- Concerts avec U Sein Mya Bo (Birmanie) et Djivan Gasparyan (Arménie)
- Fest-Noz avec Loened Fall, Pevar Den, Kerbedig, Kerlenn Pondi, Forzh Penaos, Hervvieux père et fils, Pouleriguen / Salvar et HiKS.

## Édition 2007
Samedi 28 avril
- Concerts avec Ahmed Ozden (Turquie), Les Ramoneurs de Menhirs et Kejaj
- Fest-Noz avec David Pasquet group, HiKS, Plantec, IMG, Le Meut / Le Blay, Miniou / Salvar et Lehart / Mahé.

Dimanche 29 avril
- Concerts avec Duo Valla Scurati (Italie), Hadouk Trio et Karigosse
- Fest-Deiz avec Kerbedig et Bihannig Tra
- Fest-Noz avec Kentañ, Ampouailh, Le Lu / Robert, Esquisse, Hetet / Le Goff et Bonbons Gredañs

Lundi 30 avril
- Concerts avec Bill Ebet Quintet, Grrove Boys et Pham Tuan Hung / Ngoc Anh (Vietnam)
- Fest-Noz avec Guichen 6, Hamon-Martin Quintet, Kerdirvi, Startijenn, Frères Lotout et Boulangre / Simon

## Édition 2008
Jeudi 8 mai
- Fest-Noz avec Hervé le Lu & Ronan Robert invitent Patrick Bouffard et Guillarme / Robic

Vendredi 9 mai
- Concerts avec Saïd Akhelfi et Jean-Luc Fillon Quartet (17h30 - 19h00, centre bourg)

Samedi 10 mai
- Concerts avec Roland Becker, Cobla Millenarie et Nadaswaran Ensemble
- Fest-Noz avec Guichen sextet, Plantec, HiKS, Ampouailh, Kerbedig, La Gallic / Rouaud et Beliard / Trimaud

Dimanche 11 mai
- Concerts avec Les Musiciens du Nil & Ronan le Gourrierec, Royal Mékong Ensemble (17h00 à 19h30, centre-bourg)
- Fest-Noz avec David Pasquet Group, Hamon-Martin Quintet, Bihanig Tra, Spontus, Winaj'h, Hervieux / Mahé et Hetet / Le Goff

## Édition 2009
Le festival opère une délocalisation de Cléguerec et se déroule désormais dans trois autres villes de la région de Pontivy : Pontivy, Rohan et Kergrist. El Quinteto Okan Tomy (Cuba), Safar (Zanzibar), Won-Il Trio (Corée du Sud) et Janusz Prusinowki Quartet (Pologne) sont les invités de cette édition.
Mardi 5 mai
- Concert des groupes étrangers dans les bars (Cléguérec)

Mercredi 6 mai
- El Quinteto Okan Tomy et Safar (Kergrist)

Jeudi 7 mai
- Fest-noz avec Guichen Sextet, Winaj'h, Obistrio, Startijenn et Lotout / Lorans (Cléguerec)

Vendredi 8 mai
- Won-Il Trio et bombardes / orgues par les duos Botuha / Jego et Mahé / Belz. (Pontivy / Basilique)

Samedi 9 mai
- Apéro-concert avec Safar, Janusz Prusinowski et Kerlenn Pondi (Pontivy)
- Fest-noz final avec Hamon Martin Quintet, Kejaj, HiKS, La Compagnie, Yudal Combo, Bivoac, Bihannig Tra, Kerbedig, Irvoas / Irvoas, Le Gouarin / Le Bras, Le Feon / Lehart, Karma… (Cléguerec). Pour l'occasion des groupes locaux ont joué avec les invités internationaux en création : Safar et le bagad de la Kerlenn Pondi et Won-Il Trio et le groupe Hiks.